# Candi Retno
Candi Retno is een bestuurslaag in het regentschap Pringsewu van de provincie Lampung, Indonesië. Candi Retno telt 4164 inwoners (volkstelling 2010).